# ألواق الأغر
ألواق الأغر :
طائر طوله 63سم، وله خمس سلالات جغرافية، يوجد في المنطقة الممتدة من مستنقعات جنوب الولايات المتحدة وغرب الأندي حتى الأرجنتين، مظهره وعاداته تشبة التفلق. يعيش في المستنقعات والغابات الرطبة، على الأشجار مع أنه طائر أرضي، الطعام الرئيسي له الرخويات  وطبيعة منقاره تساعده على إخراج جسم الحلزون من الصدفة. الحضنة مؤلفة من 6 بيوض يحضنها الأبوان ويعتنيان بالفراخ.
المصدر : كتاب موسوعة الطيور.
الاسم : ماجد رضا علي آل هليل.
برنامج موهبة الصيفي.